# شرکت لینکلن موتور

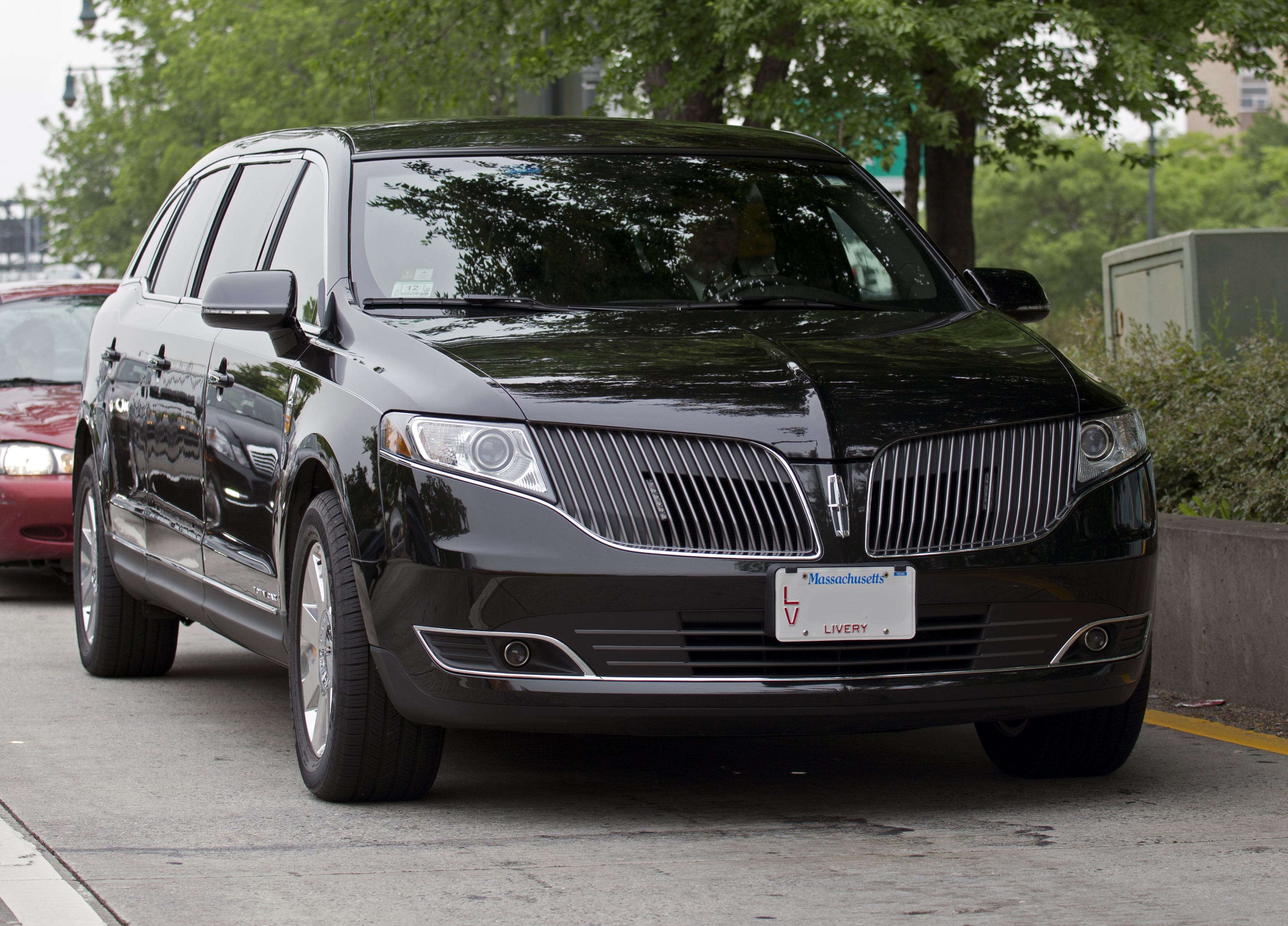
لینکلن مدل ام‌کی‌تی لموزین

شرکت لینکلن موتور (به انگلیسی: Lincoln Motor Company) شرکت خودروسازی آمریکایی است، که تولیدکننده انواع مختلف خودروهای لوکس می‌باشد. این شرکت هم‌اکنون از زیرمجموعه‌های شرکت خودروسازی فورد محسوب می‌شود.
اکنون تولیدات شرکت لینکلن موتور، در ایالات متحده آمریکا عبارتست از: دو گونه خودروی سدان لینکلن ام‌کی‌اس و لینکلن ام‌کی‌زی، دو خودروی کراس‌آور لینکلن ام‌کی‌تی و لینکلن ام‌کی‌ایکس و یک خودروی اس‌یووی مدل لینکلن ناویگیتور. دفتر مرکزی این شرکت، در شهر دیربورن، میشیگان قرار دارد.

## تاریخچه
شرکت لینکلن موتور در سال ۱۹۱۷ توسط هنری ام. لیلند و پسرش ویلفرد لیلند در دیترویت، میشیگان تأسیس شد. لیلند به‌دلیل علاقه‌ای که به آبراهام لینکلن داشت، نام شرکتش را لینکلن موتور نهاد.
شرکت خودروسازی لینکلن در سال ۱۹۲۲ در پی ورشکستگی و در ازای مبلغ ۸ میلیون دلار، به کمپانی فورد واگذار شد. این شرکت هم‌اکنون متعلق به فورد می‌باشد. فورد عموماً خودروهای لوکس خود را با برند لینکلن به بازار عرضه می‌نماید.

## مدل‌های کنونی
- لینکلن ناویگیتور
- لینکلن تاون کار
- لینکلن ام‌کی‌تی
- لینکلن ام‌کی‌اس
- لینکلن ام‌کی‌ایکس
- لینکلن ام‌کی‌زی